# Кенет Хем
Кенет Тод Хем (на английски: Kenneth Todd Ham) е американски тест пилот и астронавт от НАСА, участник в два космически полета.

## Образование
Кенет Хем завършва колежа Arthur L. Johnson High School в Кларк, Ню Джърси през 1983 г. През 1987 г. получава бакалавърска степен по аерокосмическо инженерство от Военноморската академия на САЩ, Анаполис, Мериленд. През 1996 г. става магистър по същата специалност в Института за следдипломна квалификация на USN, Монтерей, Калифорния.

## Военна кариера
Кенет Хем започва службата си в USN през май 1987 г. През октомври 1989 г. става пилот на изтребител F-18 Хорнет. Служи в бойни ескадрили 132 и 105 (VFA-132 и VFA-105). Завършва школа за тест пилоти в Мериленд и взема участие в разработката на ударния вариант F/A-18E/F Супер Хорнет. Участва в две бойни кампании – Босна и Ирак. След тях е назначен за инструктор по нощни приземявания на американските самолетоносачи. По време на службата си има над 3700 полетни часа на 40 различни типа самолети и повече от 300 кацания на палубата на самолетоносач.

## Служба в НАСА
Кенет Хем е избран за астронавт от НАСА на 4 юни 1998 г., Астронавтска група №17. След две години завършва пълния курс на обучение и получава квалификация пилот. Първото си назначение получава през 2005 г. като CAPCOM офицер на мисия STS-114. Взема участие в два космически полета.
| Космически полети на Кенет Тод Хем                               | Космически полети на Кенет Тод Хем | Космически полети на Кенет Тод Хем | Космически полети на Кенет Тод Хем | Космически полети на Кенет Тод Хем | Космически полети на Кенет Тод Хем   | Космически полети на Кенет Тод Хем |
| №                                                                | Дата                               | КК                                 | Емблема на мисията                 | Функции                            | Продължителност                      |                                    |
| ---------------------------------------------------------------- | ---------------------------------- | ---------------------------------- | ---------------------------------- | ---------------------------------- | ------------------------------------ | ---------------------------------- |
| 1                                                                | 31 май 2008                        | „Дискавъри“, мисия STS-124         |                                    | Пилот                              | 13 денонощия 18 часа 13 мин. 07 сек. |                                    |
| 2                                                                | 14 май 2010                        | „Атлантис“, мисия STS-132          |                                    | Командир                           | 11 денонощия 18 часа 29 мин. 09 сек. |                                    |
| Сумарно време в космоса – 25 денонощия 12 часа 41 минути 16 сек. |                                    |                                    |                                    |                                    |                                      |                                    |